# Gasteria carinata
Gasteria carinata là một loài thực vật có hoa trong họ Măng tây. Loài này được (Mill.) Duval mô tả khoa học đầu tiên năm 1809.

## Hình ảnh

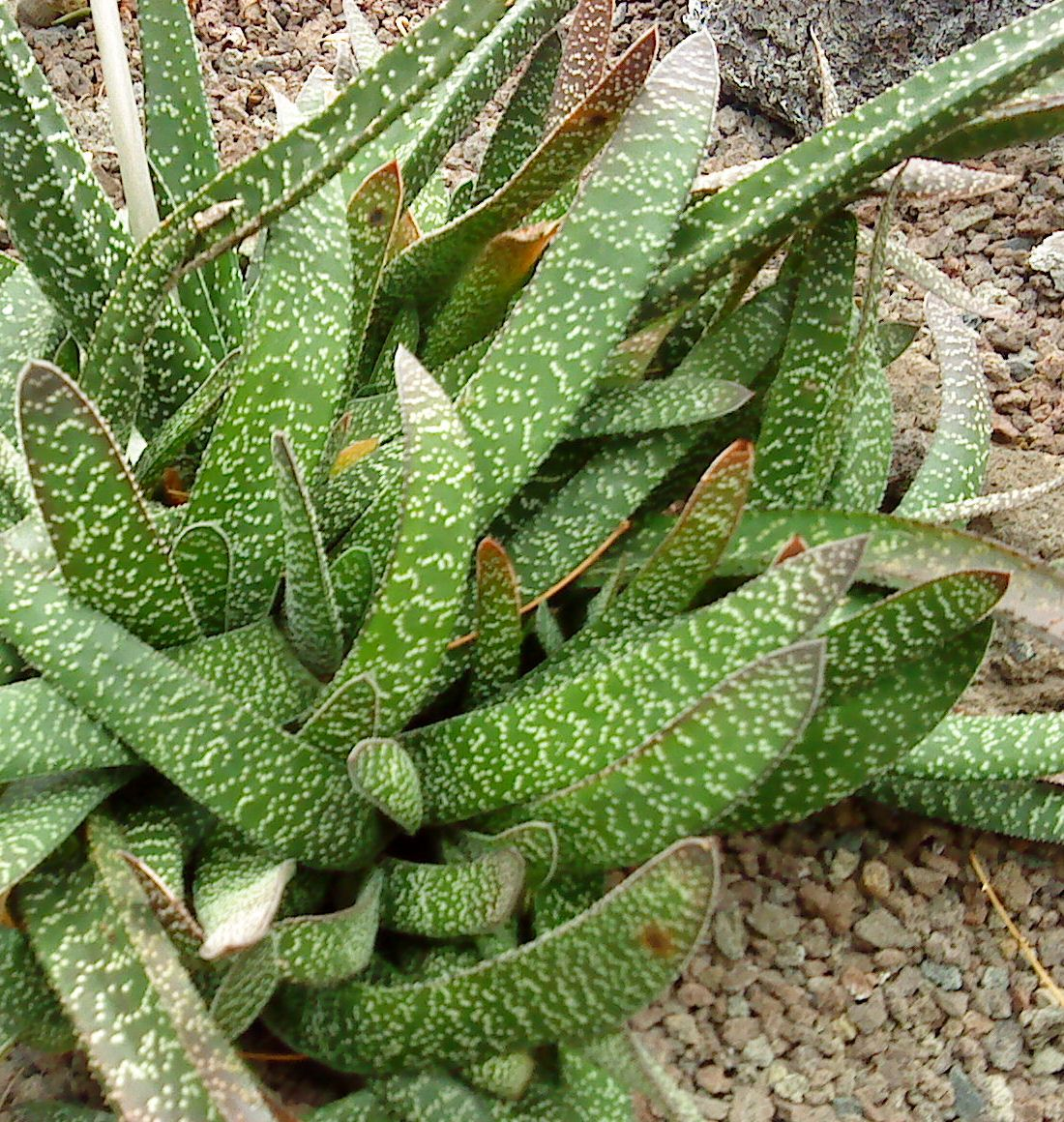
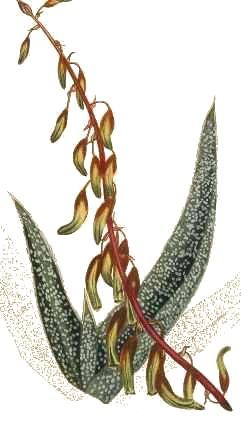
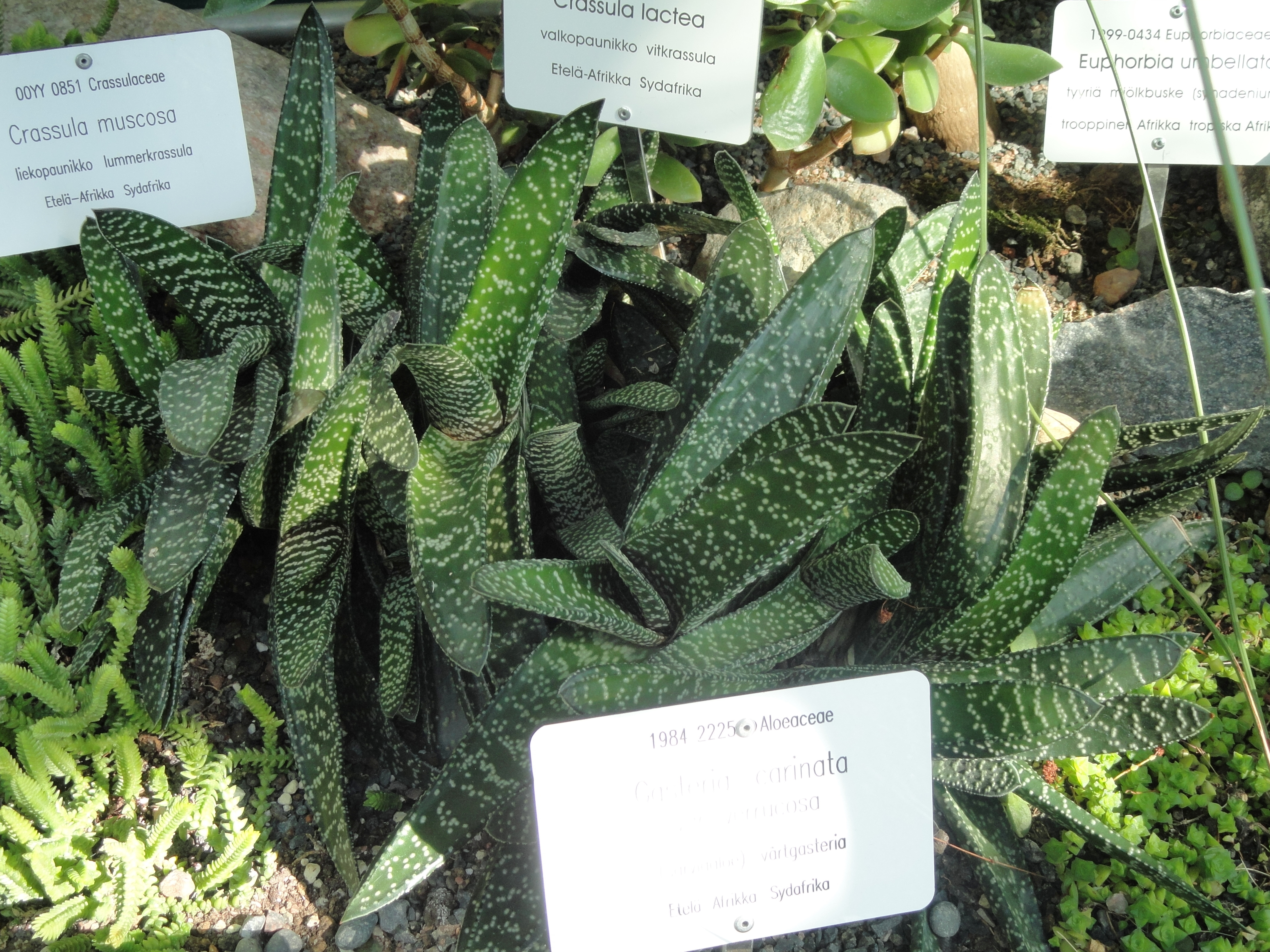